# 克日什托夫·米科瓦伊·“雷电”·拉齐维乌
克日什托夫·米科瓦伊·拉齐维乌（波蘭語：Krzysztof Mikołaj Radziwiłł，1547年—1603年11月20日），绰号“雷电”（波蘭語：Piorun），波兰立陶宛联邦贵族，曾任立陶宛前线盖特曼、特拉凱城主、立陶宛大公国总理大臣、维尔纽斯省总督、立陶宛大盖特曼等职务。

## 生平
1547年，克日什托夫·米科瓦伊·拉齐维乌出生于立陶宛维尔纽斯，其父亲米科瓦伊·拉齊維烏曾担任立陶宛大盖特曼。青年时期，他曾参与立陶宛-俄罗斯战争。1572年，拉齐维乌被授予立陶宛前线盖特曼之位。1577年，沙皇伊凡四世下令进攻利沃尼亚，引发波俄战争，拉齐维乌以盖特曼的身份参战，并在1580年的大卢基围城战中崭露头角。
在斯特凡·巴托里国王远征普斯科夫期间，他于1581年8月5日出发，并指挥了大约4,000匹马，目的是尽可能多地在俄罗斯内地制造混乱，以使得俄军无法集中力量围攻。 8月5日至10月22日间，他的部队行进了1,400公里，沿途不断与俄军战斗，其军队甚至威胁到沙皇伊凡四世的居住地斯塔里察。同时代的揚·科哈諾夫斯基和安杰伊·雷姆萨等很多作家都在其作品中描绘了这次远征。
1584年，拉齐维乌被任命为维尔纽斯省总督。在1587年的波兰王位继承战争中，他起初支持奥地利的马克西米连，但1588年瑞典的齐格蒙特·瓦萨在贝奇纳战役中获胜以后，他转而支持瑞典人。1589年，他代表波兰立陶宛联邦签署《比托姆和本津条约》，同年被授予立陶宛大盖特曼之位。
1600年，波瑞战争爆发，拉齐维乌与扬·卡罗尔·霍德凯维奇并肩作战，对抗瑞典军队。1601年6月23日，他带领三千多名士兵，在科肯豪森（今拉脱维亚科克内塞）击败了五千多人的瑞典军队，这是联邦在这场战争中取得的第一场胜利。
1603年11月20日，拉齐维乌在大沃索什纳逝世，葬于凱代尼艾的福音归正教会。